# Corrado Luigi Guzzanti

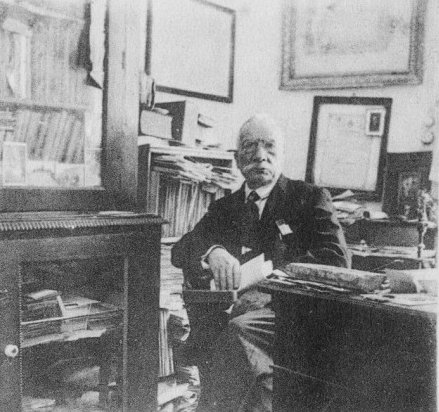
Guzzanti nel suo studio

Corrado Luigi Guzzanti (Mineo, 8 giugno 1852 – Mineo, 9 marzo 1934) è stato un sismologo italiano.

## Biografia
Dopo il terremoto del 1878 e fino alla morte ha diretto la stazione sismologica di Mineo, portandola ad alti livelli e ricevendo numerosi riconoscimenti. L'Osservatorio da lui fondato rimase in attività fino alla sua morte.
Oltre ad essere stato ispettore della Società sismologica italiana, è stato anche un apprezzato fotografo scientifico e si è dedicato principalmente a fotografare le manifestazioni meteorologiche come i temporali. Gli apparecchi fotografici utilizzati da Guzzanti sono raccolti nel Museo di Sismologia e di Meteorologia di Mineo. 
Diverse apparecchiature (microsismoscopi, registratori sismici ecc.) costruite o modificate dal sismologo menenino sono conservati presso istituzioni scientifiche italiane come l'Osservatorio astronomico di Palermo Giuseppe S. Vaiana.

## Vita privata
Era il nonno del medico Elio Guzzanti e il bisnonno di Paolo Guzzanti, giornalista e politico dei Responsabili, i cui figli Corrado, Sabina e Caterina sono comici e personaggi televisivi.